# Mihail Olteanu
Mihail Olteanu (n. 18 decembrie 1955) este un fost deputat român în legislatura 1992-1996, ales în județul Teleorman pe listele partidului PDSR.
Mihail Olteanu este de profesie medic veterinar. 